# Ceratina pictifrons
Ceratina pictifrons là một loài Hymenoptera trong họ Apidae. Loài này được Smith mô tả khoa học năm 1861.